# Geastrum clelandii
Geastrum clelandii är en svampart som beskrevs av Lloyd 1918. Geastrum clelandii ingår i släktet jordstjärnor och familjen jordstjärnor.   Inga underarter finns listade i Catalogue of Life.